# Фета Ахамада
Фета Ахамада ( Ouellah Mitsamiouli, Велики Комори, 24. јул 1987) је коморска атлетичарка специјалиста за спринт.

## Спортска биографија
Појавила се први пут на Играма оточних земања у Индијском океану 2007. и освојила златну медаљу у трци на 100 метара са препонама и сребро на 100 метера. У 2008. години, улествовала је у Валенсији на Светском првенству у дворани и завршила као 5 у својој квалификацоној групи у трци на 60 метра.
Учествовала је на три светска првенства и два пута на Летњим олимпијским играма 2008. у Пекингу и 2012. у Лондону. Као најбољи спортиста Комора оба пута је носила националну заставу на отварању игара.
Фета Ахамада (2016) држи рекорде Комора у 8 атлетских дисциплина: 100 м, 200 м и 100 м препоне на отвореном , а на 60 м, 200 м, 60 м препоне, скок удаљ и троскок у дворани.

## Значајнији резултати
| Година              | Такмичење                   | Место               | Дисциплиа           | Пласман             | Резултат            | Детаљи |
| Представљала Коморе | Представљала Коморе         | Представљала Коморе | Представљала Коморе | Представљала Коморе | Представљала Коморе |        |
| ------------------- | --------------------------- | ------------------- | ------------------- | ------------------- | ------------------- | ------ |
| 2008.               | Светско првенство у дворани | Валенсија, Шпанија  | 60 м                | 29.                 | 7,71                |        |
| 2008.               | Олимпијске игре             | Пекинг, Кина        | 100 м               | 52. (85)            | 11,88               |        |
| 2009.               | Светско првенство           | Берлин, Немачка     | 100 м               | 38. (63)            | 11,80               |        |
| 2010.               | Светско првенство у дворани | Доха, Катар         | 60 м                | -                   | ДИСК                |        |
| 2011.               | Светско првенство           | Тегу, Јужна Кореја  | 100 м               | 43. (56)            | 12,27               |        |
| 2012.               | Светско првенство у дворани | Истанбул, Турска    | 60 м                | 30. (64)            | 7,49                |        |
| 2012.               | Олимпијске игре             | Лондон, УК          | 100 м               | 50. (79)            | 11,86               |        |

## Лични рекорди
Стање 3. септембар 2016.
| Дисциплина    | Време        | Место        | Датум             | Белешка      |
| на отвореном  | на отвореном | на отвореном | на отвореном      | на отвореном |
| ------------- | ------------ | ------------ | ----------------- | ------------ |
| 100 м         | 11,59        | Анже         | 24. јул 2009.     | НР           |
| 200 м         | 24,08        | Порто Ново   | 30. јун 2012.     | НР           |
| 100 м препоне | 13,83        | Бондуфл      | 11. јул 2009.     | НР           |
| у дворани     |              |              |                   |              |
| 60 м          | 7,39         | Париз        | 15. фебруар 2009. | НР           |
| 200 м         | 24,54        | Обон         | 23. јануар 2010.  | НР           |
| 60 м препоне  | 8,39         | Лијевен      | 20. фебруар 2009. | 'НР          |
| Скок удаљ     | 5,30         | Обон         | 28. март 2004.    | НР           |
| Троскок       | 11,71        | Обон         | 16. јануар 2010.  | НР           |